# Flugverkehrsmanagement
Flugverkehrsmanagement (engl. Air Traffic Management,  ATM) dient der Sicherstellung einer sicheren und effizienten Bewegung von Luftfahrzeugen während allen Phasen ihres Betriebes. Es subsumiert alle Funktionen und Dienste von Air Space Management (ASM), Verkehrsflussregelung (engl. Air Traffic Flow Management, ATFM) und Air Traffic Services (ATS).
Air Space ManagementPlanung und Aufteilung des verfügbaren Luftraumes mit dem Ziel einer bestmöglichen Ausnutzung dieses Luftraumes. Dafür muss eine dauerhafte Trennung vermieden und eine dynamische Aufteilung des Luftraumes auf die verschiedenen Luftraumnutzerkategorien (zivile gewerbliche Luftfahrt, zivile nicht gewerbliche Luftfahrt, militärische Luftfahrt) erreicht werden.
VerkehrsflussregelungPlanung und Steuerung der Flugverkehrsmenge mit dem Ziel, einen sicheren, geordneten und hohen Verkehrsfluss zu gewährleisten. Dafür muss (1) die maximale Ausnutzung vorhandener Kapazitäten sichergestellt und (2) durch Regulierung des Verkehrs Überlastsituationen in einzelnen Verkehrsräumen vermieden werden.
Air Traffic ServicesZusammenfassung der Betriebsdienste Luftverkehrskontrolle (Air Traffic Control, ATC), Flight Information Service (FIS), Alerting Service (ALRS) zur operativen Durchführung des Flugverkehrs. Air Traffic Services sind Teil der Flugsicherungsdienste, welche von der Flugsicherung erbracht werden.

## Verwandte Themen
- Single European Sky ist eine Initiative zur Vereinheitlichung der europäischen Flugsicherung.